# Toma de Puebla (1867)
La toma de Puebla de 1867 o Batalla del 2 de abril tuvo lugar desde marzo al 2 de abril de 1867 en las afueras de la ciudad de Puebla de Zaragoza, capital de estado de Puebla, México, entre elementos del ejército mexicano de la república, al mando de Porfirio Díaz contra las tropas al servicio del Imperio Francés y el Segundo Imperio Mexicano compuestas de soldados conservadores mexicanos y franceses durante la Segunda Intervención Francesa en México. La toma concluiría con la decisiva batalla del 2 de abril.

## Antecedentes
El general Porfirio Díaz amenazaba con tomar Puebla, pues con sus constantes victorias ya tenía sitiada la ciudad desde el 9 de marzo de 1867, amenazando a la ciudad defendida por Leonardo Márquez. Por otra parte, los generales republicanos Mariano Escobedo y Ramón Corona se habían reunido para sitiar Querétaro, por lo que Leonardo Márquez acudió con dos brigadas de caballería conformadas por unos 1 100 elementos en auxilio de la plaza, a pesar de ello, al escuchar de los planes de Díaz se dirigió a este lugar. Este por su parte incorporó a sus tropas civiles que luchaban a las afueras de Puebla y bloqueó las principales vías de comunicación a la ciudad.
El avance de las tropas de Márquez inquietó a Díaz por lo que convocó a una junta de Generales decidiendo tomar Puebla y después cerrar el paso a Leonardo Márquez, evitando así su llegada a Querétaro.

## Batalla

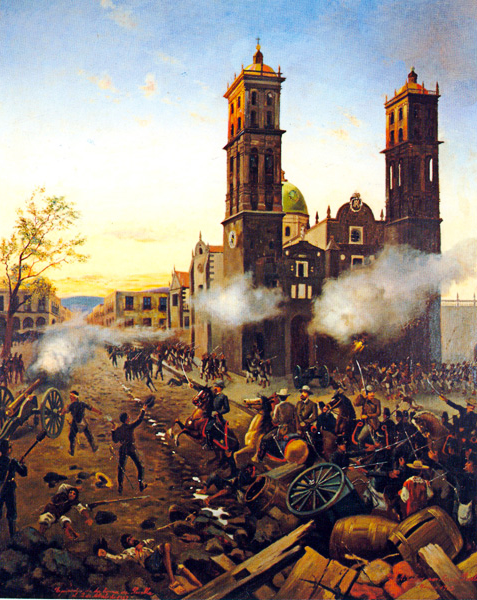
Episodio de la batalla del 2 de abril de 1867.

La batalla se realizó principalmente sobre el Convento del Carmen que era el lugar más sólido de las tropas imperiales, pues era ese el lugar donde se encontraba la mayor parte de los efectivos sitiados. Durante la madrugada del 2 de abril los soldados mexicanos se colocaron en sus puestos sigilosamente en los lugares acordados, siendo las 2:00 de la mañana, los generales Ignacio Figueroa y Eutimio Pinzón Martínez comenzaron el ataque al Convento del Carmen, mientras que el resto de los soldados permaneció en sus puestos hasta la orden de asalto general de Díaz a las tres y media, ingresando pues las catorce columnas al ataque.

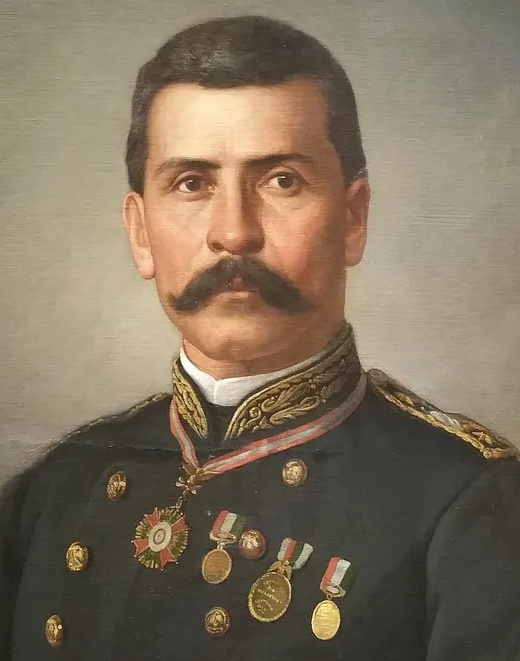
Gral. Porfirio Díaz, llamado durante muchos años "El héroe del 2 de abril".

## Conclusiones
Al amanecer la ciudad de Puebla había caído en manos republicanas. El combate costó la muerte de un jefe, 6 oficiales y 246 soldados, capturando el armamento imperialista y a 2,000 prisioneros. Carlos Pacheco Villalobos perdió una pierna y un brazo en esta batalla y Manuel del Refugio González Flores perdió el brazo derecho. Todos los oficiales conservadores fueron fusilados.

## Secuelas
Después de la captura de Puebla, Porfirio Díaz salió a reunirse con Leonardo Márquez, el carnicero de Tacubaya, quien iba a Puebla. Cuando Márquez se enteró de la caída de Puebla, decidió retirarse, pero Díaz lo alcanzó en la Hacienda de San Lorenzo; Márquez evitó la lucha y huyó, pero el general Amado Guadarrama capturó 44 soldados imperialistas mexicanos y 99 austriacos, 49 carros con balas y el equipo militar de su tropa. Aunque Díaz también envió un grupo de soldados después de Márquez, finalmente llegó a la Ciudad de México, que todavía estaba bajo el control del imperio.
La victoria del 2 de abril permitió a las fuerzas de la República avanzar hacia Querétaro y la Ciudad de México. Ciudad de México fue finalmente tomada por Porfirio Díaz sin el disparo de una sola bala.